# Apogon atricaudus
Apogon atricaudus är en fiskart som beskrevs av Jordan och Mcgregor, 1898. Apogon atricaudus ingår i släktet Apogon och familjen Apogonidae. IUCN kategoriserar arten globalt som livskraftig. Inga underarter finns listade i Catalogue of Life.